# Attero Dominatus
«Attero Dominatus» (укр. Знищ тиранію) — другий студійний альбом шведського павер-метал гурту Sabaton, і перший з клавішником Даніелем Мюром.

## Назва альбому
З латинської назва має означати «Знищити тиранію» (букв. «знесення абсолютної влади»). Однак, це не є синтаксично правильним. Необхідне сполучення дієслова в поєднанні зі знахідною формою іменника, щоб точно перекласти цей вираз, як наказ. Таким чином, правильно Attere Dominatum або Atterete, якщо він призначений для більш ніж однієї людини.

## Список композицій
Автор музики Йоакім Броден. 
| Стандартне видання        | Стандартне видання   | Стандартне видання                                                                 | Стандартне видання | Стандартне видання |
| #                         | Назва                | Автор слів                                                                         | Тематика | Тривалість         |
| ------------------------- | -------------------- | ---------------------------------------------------------------------------------- | --- | ------------------ |
| 1.                        | «Attero Dominatus»   | Йоакім Броден, Пер Сундстрем                                                       | Про Битву за Берлін з точки зору СРСР                                                                                             | 3:43               |
| 2.                        | «Nuclear Attack»     | Броден                                                                             | Про ядерне бомбардування Хіросіми і Нагасакі                                                                                      | 4:10               |
| 3.                        | «Rise of Evil»       | Броден 1. «In the Name of God» — 4:06 — пісня про війну з тероризмом та бен Ладена | Про створення Третього рейху та Адольфа Гітлера з точки зору нацистів                                                             | 8:19               |
| 4.                        | «In the Name of God» | Броден                                                                             | Про війну з тероризмом та бен Ладена                                                                                              | 4:06               |
| 5.                        | «We Burn»            | Сундстрем                                                                          | Про громадянську війну в Югославії                                                                                                | 2:55               |
| 6.                        | «Angels Calling»     | Броден                                                                             | Про жахіття Першої світової війни                                                                                                 | 5:57               |
| 7.                        | «Back in Control»    | Броден, Сундстрем                                                                  | Про Фолклендську війну з точки зору Великої Британії                                                                              | 3:14               |
| 8.                        | «Light in the Black» | Броден, Сундстрем                                                                  | Про миротворців ООН | 4:52               |
| 9.                        | «Metal Crüe»         | Броден                                                                             | Триб'ют хеві-металу, пісня обігрує назви пісень таких гуртів як Kiss, Queen, In Flames, Iron Maiden, Accept, Venom, Slayer та ін. | 3:42               |
| Загальна тривалість 40:57 |                      |                                                                                    | |                    |

| Re-Armed перевидання 2010 року | Re-Armed перевидання 2010 року                             | Re-Armed перевидання 2010 року |
| #                              | Назва                                                      | Тривалість                     |
| ------------------------------ | ---------------------------------------------------------- | ------------------------------ |
| 10.                            | «Für immer» (Кавер-версія пісні Warlock)                   | 4:36                           |
| 11.                            | «Långa bollar på Bengt» (Кавер-версія пісні Svenne Rubins) | 2:52                           |
| 12.                            | «Metal Medley» (Наживо з Фалуна, 2008 рік)                 | 6:12                           |
| 13.                            | «Nightchild»                                               | 5:12                           |
| 14.                            | «Primo Victoria» (Демо-запис)                              | 4:11                           |
| Загальна тривалість 64:00      |                                                            |                                |

## Учасники запису
У записі альбому взяли участь:
- Йоакім Броден — спів;
- Рікард Санден — гітара, бек-вокал;
- Оскар Монтеліус — гітара, бек-вокал;
- Пер Сундстрем — бас-гітара;
- Даніель Муллбак — ударні;
- Даніель Мюр — клавішні.